# 努登舍爾德峰
努登舍爾德峰（英語：Nordenskjöld Peak），是南極洲的山峰，位於南喬治亞群島，處於魯特斯山以東，屬於阿勒代斯山脈的一部分，以瑞典探險家奧托·努登舍爾德命名，由英國海外領土管轄。